# Montereale Valcellina
Montereale Valcellina (furlanisch Montreâl) ist eine italienische Gemeinde in Nordost-Italien in der Region Friaul-Julisch Venetien. Sie liegt nördlich von Pordenone und hat 4221 Einwohner (Stand 31. Dezember 2023).
Die Gemeinde umfasst neben dem Hauptort Montereale Valcellina vier weitere Ortschaften und Weiler: Grizzo, Malnisio und San Leonardo Valcellina. Die Nachbargemeinden sind Andreis, Aviano, Barcis, Maniago und San Quirino.
Der Bahnhof Montereale Valcinella liegt an der Bahnstrecke Gemona del Friuli–Sacile.

## Söhne und Töchter der Gemeinde
- Menocchio (1532–1599), Müller